# William Bosché
William R. Bosché aussi Bill Bosché/Bill Bosche (18 juillet 1922- 17 mai 1990) était un artiste de layout, scénariste et réalisateur des studios Disney.
Il est né en Géorgie en 1922. Après la Seconde Guerre mondiale, il s'installe à Los Angeles. Au milieu des années 1950, il rejoint les studios Disney. Il travaille comme artiste de layout sur quelques courts métrages puis des scénarios futuristes pour la télévision. Il réalise aussi des scénarios pour quelques courts métrages et passe ensuite chez Walt Disney Imagineering.

## Filmographie
- 1955 : La Belle et le Clochard, layout
- 1955-1957 : Le Monde merveilleux de Disney, émission télévisée
  - 1955 : Man in Space, scénario
  - 1955 : Man and the Moon, scénario
  - 1957 : Mars and Beyond, scénario
- 1956 : Chips Ahoy, layout
- 1957 : Cosmic Capers, scénario
- 1959 : Eyes in Outer Space, scénario
- 1965 : Donald's Fire Survival Plan, scénario
- 1965 : Freewayphobia No. 1, scénario
- 1965 : Goofy's Freeway Troubles, scénario
- 1971 : Project Florida, narrateur
- 1972 : The Magic of Walt Disney World, narrateur
- 1973 : VD Attack Plan, scénario
- 1982 : O Canada!, réalisateur, attraction d'Epcot